# Герб Днепра
Герб Днепра (укр. Герб Дніпра) — официальный геральдический символ города Днепра Днепропетровской области Украины, утверждённый решением городского совета XXIII созыва от 06.09.01 № 2/22 (на момент принятия решения — как герб города Днепропетровска).

## Описание

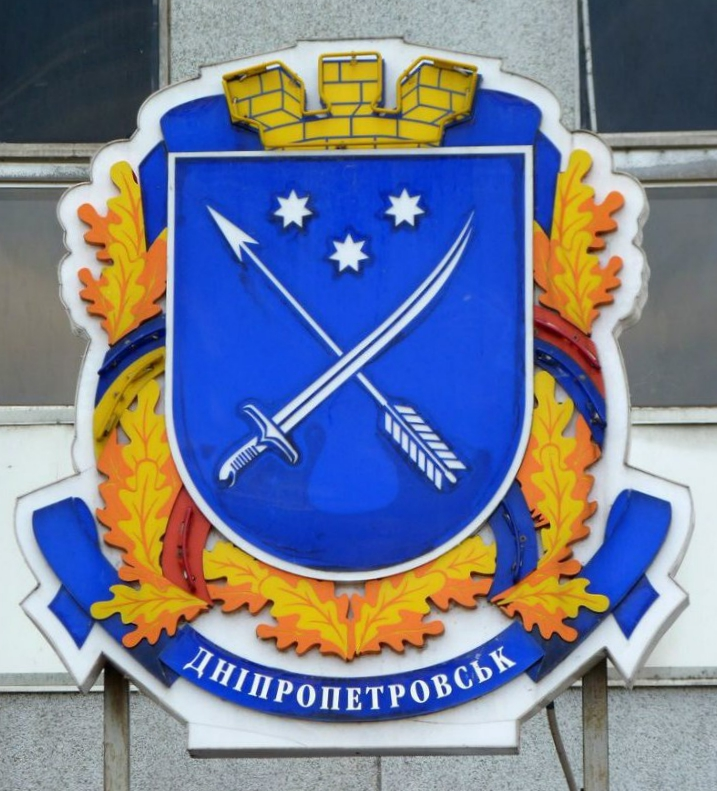
Герб Днепропетровска. Городской Совет

Герб города представляет собой щит испанской формы (скруглённый внизу). Такая форма распространена в современной украинской геральдике и рекомендована Украинским геральдическим обществом.
Поле щита синего цвета. Синий цвет важный в геральдике и означает славу, честь, верность. На гербе Днепра он имеет многоуровневое значение.
Во-первых, это воды реки Днепр, наполняющие город жизненной энергией.
Во-вторых, синий — один из цветов Государственного Герба и Государственного Флага Украины и таким образом выражает принадлежность к основной государственной символике, государственных стремлений города, который отвечает реальному месту Днепра в политической и экономической системе Украины.
В-третьих, существует историческая традиция. Синий был цвет Герба города Екатеринослава. Синий цвет — это традиционный цвет в казацкой символике.
Символы расположенные на поле щита, объединяют героическое прошлое и современное значение Днепра, как одного из самых сильных политических, финансово- промышленных и научных центров Украины.
В верхней части герба расположены три семиконечные серебряные звезды, которые олицетворяют несколько понятий. Непосредственно, геральдическое значение звезд — символ высоких устремлений, неизбежных идеалов.
Семиконечные звезды символизируют казацкие истоки истории. Количество звезд — три, имеет следующие значения:
- Объединение прошлого, настоящего и будущего;
- Три части города, на которые город Днепр географически разделен рекой Днепр и Самарой — правобережная, левобережная и жилой массив Приднепровский с прилегающими микрорайонами.

Звезды символизируют брызги металла, олицетворяющего промышленные области города — металлургии, которая в конце XIX — начале XX веков способствовала превращению небольшого провинциального города в один из наибольших индустриальных центров мира. Звезды также являются олицетворением космоса, вселенной и отображают ракетную область, которая в конце XX века активно развивалась в Днепропетровске и сделала его настоящей космической столицей Украины.
Звезды расположены в виде латинской буквы «V», которая означает «victories» — победа и отображает стремление жителей города к новым достижениям.
В центре герба находятся перекрещенные серебряные сабля и стрела.
Сочетание этих символов имеет исторические корни. Оно было распространено среди казаков. Таким образом, на гербе подчеркивается подражание традициям казачества.
Как современный символ, стрела символизирует движение, стремление к новым высотам, к звездам и так отображает космическо-ракетную область, которая с середины XX века активно развивалась в Днепропетровске, способствовала его развитию и стала неотъемлемой частью научного и промышленного комплекса города.
Сабля — древний символ защиты, силы и могущества города.
Звезды, сабля и стрела имеют серебристый цвет. В геральдике этот цвет означает чистоту и совершенство, непорочность, мудрость и доброту.
Картуш герба складывается из дубового листа привязанного четырьмя лентами разных цветов. Золотые дубовые листья традиционно являются символом зрелой силы, мужества и доблести. Четыре ленты отображают цвета разных эпох: малиновый — казацкой, синий — царской, красно-синий — советской, сине-желтый — современной.
Вверху, над щитом расположено изображение башни, символизирующее, во-первых, городской статус населенного пункта, а во-вторых — его стратегическое значение форпоста, каким является город со времени своего основания.
Внизу под щитом и картушем находится синяя лента с названием города — «ДНІПРО».
Герб Днепра отображает историю становления города, соединяет в себе признаки разных времен, и, таким образом, обобщает взгляды разных групп жителей современного Днепра.

## История

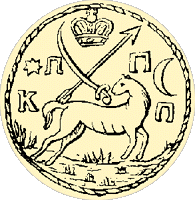
Печать Кодакской паланки Войска Запорожского.
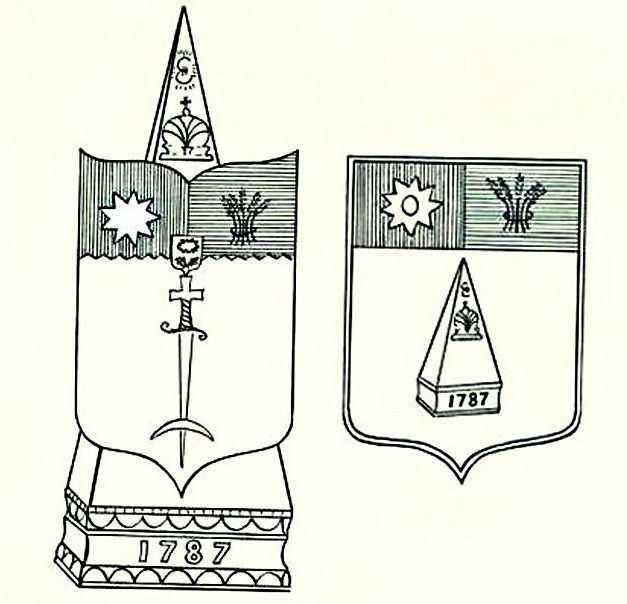
Проекты герба Екатеринослава.
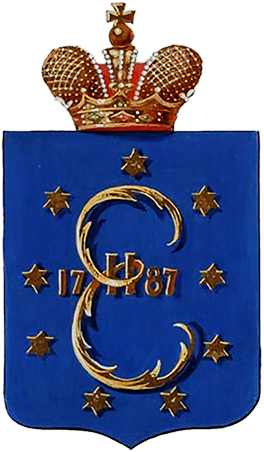
Герб Екатеринослава 1811 года.
Проект герба Екатеринослава 1859 года.
Советский герб Днепропетровска.